# Hình tượng con cáo trong văn hóa
Hình tượng con cáo trong văn hóa xuất hiện trong nhiều nền văn minh nhân loại. Sự đa dạng của các loài dạng cáo đã làm cho hình tượng của chúng hiện diện trong nhiều câu chuyện của văn hóa dân gian của nhiều dân tộc, bộ lạc hay các nhóm văn hóa khác. Con cáo với đôi mắt xếch, răng nanh nhọn hoắt là hiện thân của sự ranh ma, gian xảo, lọc lừa. Trong các câu chuyện dân gian, cáo luôn được phân vào tuyến nhân vật phản diện, gian xảo, nó luôn bày trò cướp đoạt những thứ của người khác như trong truyện "Cáo, thỏ và gà trống", thường được mô tả như là một con vật nhanh nhẹn, tinh ranh, và giỏi ứng biến, cáo được coi là biểu tượng của sự thông minh, xảo quyệt trong hầu hết các nền văn hóa.
Hình ảnh con cáo thảo mai, lươn lẹo, nên thường sử dụng tính từ "cáo già" thể hiện sự tiêu cực, chỉ ai đó chỉ biết đạt mục đích cho mình, ở phương Tây có hình tượng con cáo Reynard ranh mãnh. Trong các bộ phim, khi nhắc đến những người nham hiểm, độc ác, xảo quyệt, man trá, hoặc để chỉ những tình nhân người ta thường dùng "cáo già", hay "con cáo già", hay "lòi đuôi cáo" hay "con hồ ly tinh", hay "con hồ ly", một vai trò khác thể hiện rõ ràng trong văn hóa dân gian Đông Á là biểu tượng của sự quyến rũ, mỹ miều chết người và các câu chuyện dân gian trong văn hóa Á Đông thể hiện rõ nét nhất là Hồ ly tinh và Cửu vĩ hồ của Trung Quốc, Việt Nam, Kitsune của Nhật Bản, Kumiho của Hàn Quốc.

## Tổng quan văn hóa

### Trên thế giới

Bộ phim hoạt hình "Cáo và chó săn"

Cáo xuất hiện ở 42 trong tổng số 358 câu chuyện ngụ ngôn của Aesop. Trong thần thoại của nền Văn minh Lưỡng Hà giai đoạn sơ khai, nó là một trong những con vật linh thiêng và là sứ giả của nữ thần Ninhursag. Những người Moche cổ ở Bắc Peru thường mô tả cáo trong nghệ thuật như là một chiến binh khôn ngoan bậc nhất. Trong thần thoại Scotland thì Dia Griene là con gái của Thần Mặt trời bị giam giữ dưới Địa Ngục nhưng thường lẻn trở lại trần gian trong hình dạng một con cáo, chi tiết văn hóa này dẫn đến con cáo được coi là biểu tượng của sự biến đổi.
Con cáo là tâm điểm trong nhiều tín ngưỡng dân gian từ thời Đế chế Inca. Trong các câu chuyện dân gian của người Inca, cáo được coi là kẻ lừa dối và kín đáo, Tại Brazil thì loài cáo ăn cua (Cerdocyon thous) bị coi là đem lại những chuyện xui xẻo ở Brazil, nhiều nơi ở Brazil, cáo ăn cua bị coi là loài vật nham hiểm, đem đến toàn điều xui xẻo, vì là loài thú ăn tạp cho nên việc chúng đi kiếm mồi vào mùa mưa và hay mò bắt ăn cua trên vùng đồng bằng ngập nước tạo ra xung đột với con người và con người ta không tin tưởng các loài vật đe dọa đến gia súc, gia cầm của họ và coi chúng là đối thủ cạnh tranh trong cuộc săn mồi.
Hình ảnh của cáo trên các mặt nạ biểu diễn thường dùng các màu đỏ, vàng, cam hoặc thêm chi tiết răng nanh sắc nhọn để gây ấn tượng về bản tính hung ác, nham hiểm. Trái ngược với cáo, các màu nhẹ nhàng như hồng, xanh lá, vàng thường gắn với nhân vật thỏ, và chim thể hiện sự nhẹ nhàng, tâm hồn thanh cao của chúng. Nhưng trong bộ phim Zootopia thì cáo đã biết hoàn lương, điển hình Nick Wilde thì trở thành cảnh sát cáo đầu tiên và Gideon Gray trở thành thợ làm bánh được kính trọng. Con cáo cũng là nhân vật chính trong loạt truyện "Domino - Truyện Một Con Cáo Nâu Đen" hay bộ phim hoạt hình The Fox and the Hound (Chú cáo và chó săn) của Walt Disney với nhân vật chính là chú cáo Tod. Nhà văn Dương Thụy có tác phẩm "Cáo già, gái già và tiểu thuyết diễm tình".

### Hình tượng cáo
Nhắc tới cáo, nhiều người nghĩ ngay tới con vật gian trá, độc ác trong các câu truyện cổ tích nên có lẽ cũng là lý do khiến rất ít người có thiện cảm với con vật này. Người Châu Á quan niệm cáo là biểu tượng của sự quyến rũ tên gọi Hồ ly tinh hay Hồ ly chỉ cáo thành tinh trong các câu chuyện dân gian, truyền thuyết (trong tiếng Hán–Việt thì "hồ ly" nghĩa là cáo, còn "tinh" là từ chỉ các yêu quái đã tu luyện). Tại các nước Đông Á, chuyện về hồ ly đều mang tính hoang đường, huyễn hoặc, thường liên quan đến ái tình. Người Hồng Kông cung kính, thờ phụng Yêu hồ, họ thường dâng trứng gà làm lễ vì cho rằng Hồ ly rất thích ăn loại thực phẩm này. Hồ ly thường sống theo bầy đàn, kẻ đứng đầu gọi là Hồ cung chủ, chúng thường là con vật giống cái. 

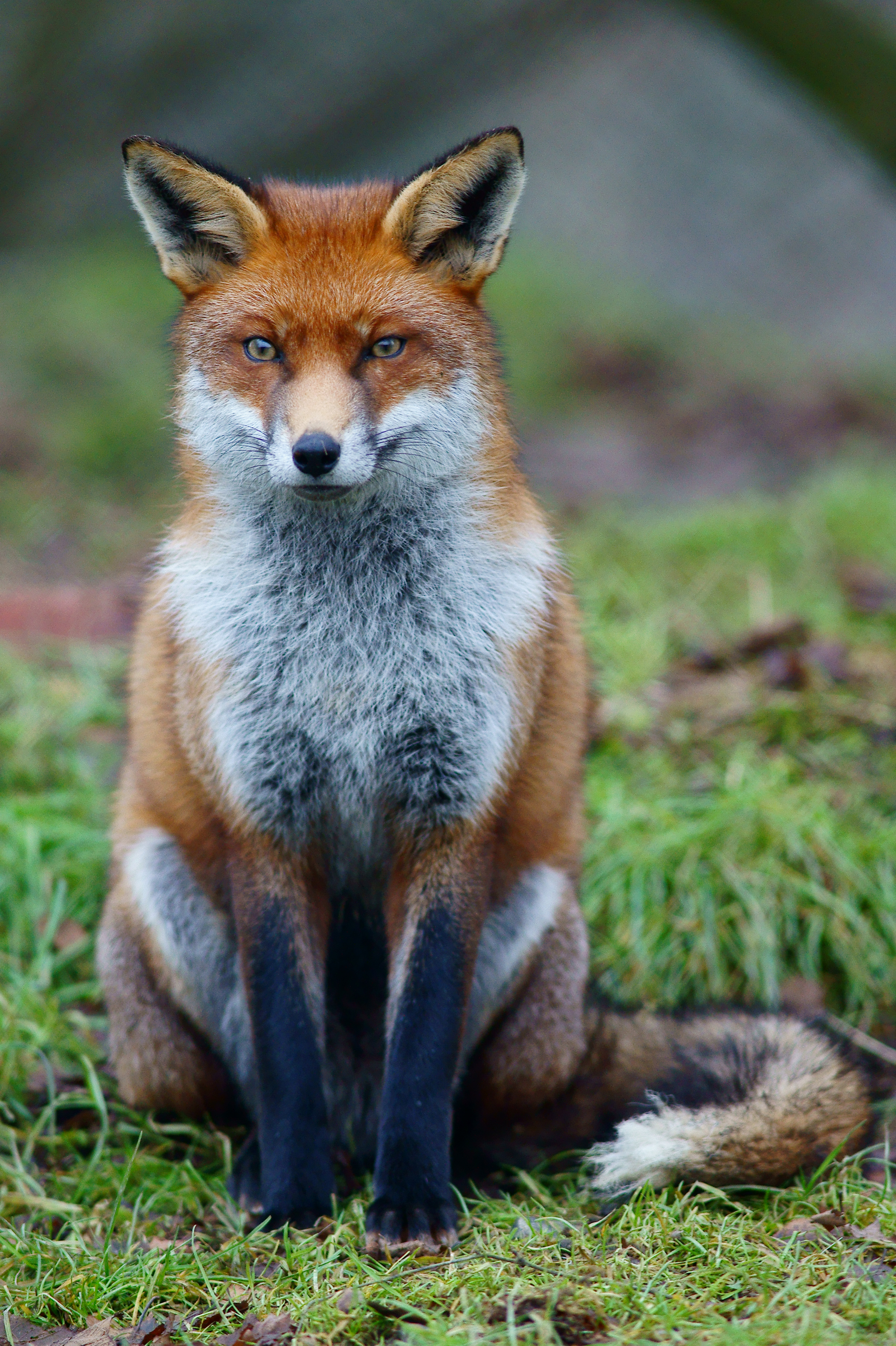
Một con cáo với đôi mắt xếch, mõm dài, tai nhọn

Hồ ly tinh biến hình thành mỹ nhân nhan sắc tuyệt trần có sức quyến rũ kỳ lạ, thu hút nam nhân, sự mê hoặc sai trái của Yêu hồ bị người đời căm ghét và khuôn mẫu phản diện cho nó, thể hiện bản tính nham hiểm, xảo trá. Cái ác của cáo là hiện thân của yêu ma quỷ dữ, gieo rắc nỗi kinh hoàng cho con người, là sự quyến rũ nạn nhân để hút linh hồn (tinh khí), ám ảnh và phá hoại thường dân, vào ban đêm hồ yêu sẽ biến hình thành người, rình rập trên những mái nhà, con đường, ngõ nhỏ gọi tên nạn nhân rồi xử lý họ một cách tàn nhẫn. Người dân xưa thường đốt bùa giấy, trộn tro đó vào trà uống để tránh bị hồ ly quấy nhiễu. Hồ ly trong chốn cung đình là hiện thân của "hồng nhan họa thủy", chúng sẽ biến hình thành mỹ nhân tuyệt sắc quyến rũ, khuynh đảo bậc đế vương để gây họa khiến vương triều sụp đổ, muôn dân sống trong cảnh lầm than.
Chuyện cáo hóa người sau đó vướng lưới tình dẫn đến kết cục là bi kịch, mang màu màu sắc ma mị trong truyền thuyết, huyền thoại và là biểu tượng của cái tốt như câu chuyện trong Liêu trai chí dị với nhân vật Hồ yêu mang đậm nhân tính hơn là yêu ma, có niềm khao khát, cảm nhận ái tình. Trong văn học, nghệ thuật Hồ ly còn được khắc họa lãng mạn hóa với hình tượng yêu nữ dám vượt qua định kiến để có được tình yêu, sẵn sàng hiến dâng tính mạng, công lực tu luyện nghìn năm để biết hạnh phúc khi ở trong hình hài của người phàm. Hình tượng loài cáo trong quan niệm của người Nhật mang hàm ý về sự mâu thuẫn trong hành vi, nhân cách. Nó có lúc nhân từ (mặt tốt), và cũng có mặt ác ý (mặt xấu). Dù loài cáo cũng được biết đến là một biểu tượng của sự gian xảo, nhưng trong dân gian Nhật Bản, những chú cáo tinh tường sẽ đi trừng phạt những kẻ tham lam, khoác lác, cũng có câu chuyện về những con cáo có thể biến thành một thiếu nữ xinh đẹp bị lạc đường cần sự giúp đỡ và sau đó sẽ báo đáp.
Có truyền thuyết kể rằng nếu một người tặng lễ vật cho một linh hồn cáo thì có thể biến nó trở thành bề tôi. Cáo cũng nổi tiếng là những tên trộm khéo léo. Vào thời xưa, nếu hộ gia đình nào nuôi cáo có thể bị tố cáo là ăn trộm hay là thực hiện các loại tà thuật. Còn nhà giàu có thì bị cho là đã thực hiện giao ước với linh hồn cáo. Cũng có các câu chuyện dân gian kể rằng, loài cáo thích biến hình để lừa con người, nó có thể hóa thành các thầy tu để lừa dân làng, hoặc biến thành một người phụ nữ xinh đẹp để dụ dỗ đàn ông. Những hiện tượng tự nhiên trái mùa như mưa giữa ngày nắng được miêu tả những trò ngịch ngợm của cáo. Kitsune（狐-cáo) và Tanuki（狸-lửng chó Nhật Bản) được gọi là Hồ ly (Kori-狐狸), sau đó, chúng mới trở thành kẻ địch, đối đầu nhau và đều biết biến hình.

## Văn hóa Á Đông

### Ở Trung Quốc
Trong thần thoại Trung Quốc, Cáo là một trong năm loài động vật thuộc Âm linh cùng với Chồn, Nhím, Rắn (xà) và Chuột (thử), người Trung Quốc quan niệm rằng thói quen hoạt động về đêm của những loài vật này mang lại cho chúng nhiều năng lượng âm, từ đó có những quyền năng đặc biệt theo thời gian và nhờ sự tu luyện. Hồ ly tinh khi đạt tới cảnh giới cao nhất là khi hoá thành người thì chúng sẽ thường vô cùng xinh đẹp, có sức quyến rũ. Các con yêu nữ Hồ ly tinh thường sử dụng ưu điểm đó để dẫn dụ đàn ông và sau đó sẽ tìm cách để hút hồn (hấp tinh) hay hút máu đối phương cho đến chết, thậm chí có khi còn ăn thịt. Cảnh giới cao nhất của Hồ ly tinh chính là Cửu vĩ thiên hồ là chúng có thể hóa thành người, thường là những nữ nhân vô cùng mỹ miều. 

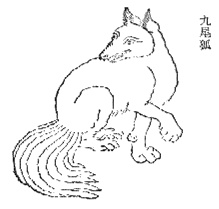
Hình vẽ về Cửu Vĩ hồ trong Sơn Hải kinh

Những thư tịch đầu tiên ghi chép về sự tồn tại của Cáo chín đuôi (Cửu vĩ hồ) là trong cuốn Sơn Hải Kinh kể về sự tồn tại của một ngọn núi (Phù Lộc Sơn) được bao phủ bởi vàng và ngọc bích. Và trên đỉnh của ngọn núi, chủ nhân của nó là một con Cáo chín đuôi. Học giả triều đại nhà Thanh là Kỷ Hiểu Lam chép rằng: Hồ ly tinh trong truyền thuyết hoặc tự tu luyện, hoặc có cao nhân chỉ điểm mà hấp thu tinh hoa trời đất để thành tinh. Đặc điểm nổi bật nhất của những con hồ ly tinh là chúng có thể hóa thành dạng người và thường là những cô gái dung mạo đẹp.
Tương truyền, hồ ly là loài cáo có thể tu hành luyện đạo. Chúng tu luyện 100 năm thì ba cái đuôi sẽ mọc ra và được gọi là Yêu hồ, tu luyện 1.000 năm thì chuyển sang loài Lục vĩ ma hồ (Cáo ma 6 đuôi), khi đến được cảnh giới cao nhất là 9 đuôi Cửu vĩ thiên hồ thì chúng có thể hóa thành người. Mỗi chiếc đuôi là một mạng, muốn giết chết một Hồ ly thì phải chặt hết đuôi của chúng trước. Màu lông của Hồ ly tinh khác hẳn so với loài cáo thường. Tùy theo số năm tu luyện mà chúng đổi màu theo đó, lông của Cửu vĩ hồ thường có màu đỏ tươi như máu. Hồ ly thường sống trong các hang động lạnh vì chúng ưa lạnh, mỗi khi ra khỏi hang động Hồ ly đều thay đổi hình dạng, chỉ khi chết chúng mới hiện nguyên hình trong bộ dạng một con cáo.
Hình tượng Cửu vĩ hồ xuất hiện trong tiểu thuyết Phong thần diễn nghĩa nó là một yêu tinh, được Nữ Oa ra lệnh mê hoặc Trụ Vương. Cửu vĩ hồ đã chiếm hữu thân thể Đát Kỷ và buộc nàng phải làm theo lệnh, khuynh đảo triều chính. Cuối cùng, Đát Kỷ bị Khương Tử Nha giết chết còn Cửu vĩ hồ cũng bị Nữ Oa trừng phạt. Trong các câu chuyện sau này, một con Cửu vĩ hồ đã chiếm hữu thân thể Bao Tự và dẫn đến sự sụp đổ của triều Tây Chu. Vào đầu thời nhà Đường, Hồ ly là một dạng linh vật thiêng liêng, cuốn sách Triều dã thiêm tái có ghi nhận về tục thờ Hồ ly của dân chúng, thời đó có câu ngạn ngữ rằng: "Không có Hồ ly, thì không có thôn xóm" cho thấy tính chất thần thánh của Hồ ly thời này. Trong dân gian có thuyết Ngũ đại tiên, nơi Hồ ly tinh được gọi là Hồ tiên. Còn thời nhà Tống thì Hồ Ly chính là yêu ma, nghiệp chướng khiến người dân khổ sở.

### Ở Việt Nam
Hồ ly tinh trong truyền thuyết Việt Nam có nhắc đến cáo với Motif là con yêu tinh. Trong sách Lĩnh Nam chích quái, hồ ly chín đuôi cũng được nhắc đến với hình ảnh là con vật hay gây hại cho dân lành, sau đó bị Lạc Long Quân giết chết để trừ hại cho dân. Hồ Tây chính là lăng mộ chôn xác cáo chín đuôi còn gọi là Đầm xác cáo. Huyền tích kể rằng trong hang, dưới chân núi, có con cáo trắng chín đuôi sống hơn ngàn năm, có thể hóa thành yêu quái, thành người hoặc thành quỷ đi khắp nhân gian. Con cáo chín đuôi biến thành người áo trắng nhập vào giữa đám dân Mán, cùng ca hát rồi dụ dỗ trai gái trốn vào trong hang núi. Con cáo chín đuôi lúc biến thành cô gái xinh đẹp, lôi dụ các chàng trai, lúc lại thành chàng thanh niên tuấn tú đi tán tỉnh thôn nữ, khi lại là quỷ dữ dọa người đến khiếp sợ. Nó làm thế là vì muốn bắt được càng nhiều người đưa về hang sâu để ăn thịt dần
Truyền thuyết về Lê Lợi có câu chuyện liên quan đến Hồ ly tinh là trong một lần lẩn trốn sự truy bắt của quân Minh ở Lam Sơn thì Lê Lợi thấy một cô gái mặc váy trắng chết trôi sông, ông đã chôn cất tử tế cho nữ nhân xấu số này. Khi quân Minh truy sát tới gần chỗ bụi rậm nơi Lê Lợi núp thì có một con cáo trắng chạy từ đâu ra làm quân Minh bỏ qua. Sau này Lê Thái Tổ cho rằng đó chính là hóa thân của cô gái đã cứu mình nên khi lên ngôi, Lê Thái Tổ phong ân nhân cứu mạng làm Thần hộ quốc và cho làm một bức tượng hình cô gái có nửa thân là cáo chín đuôi, đặt tại Võ ban trong Điện gọi là Hồ ly phu nhân. Bức tượng Hồ ly phu phân này sau đó từng được mô tả trong Vũ trung Tùy bút của Phạm Đình Hổ.

### Ở Nhật Bản

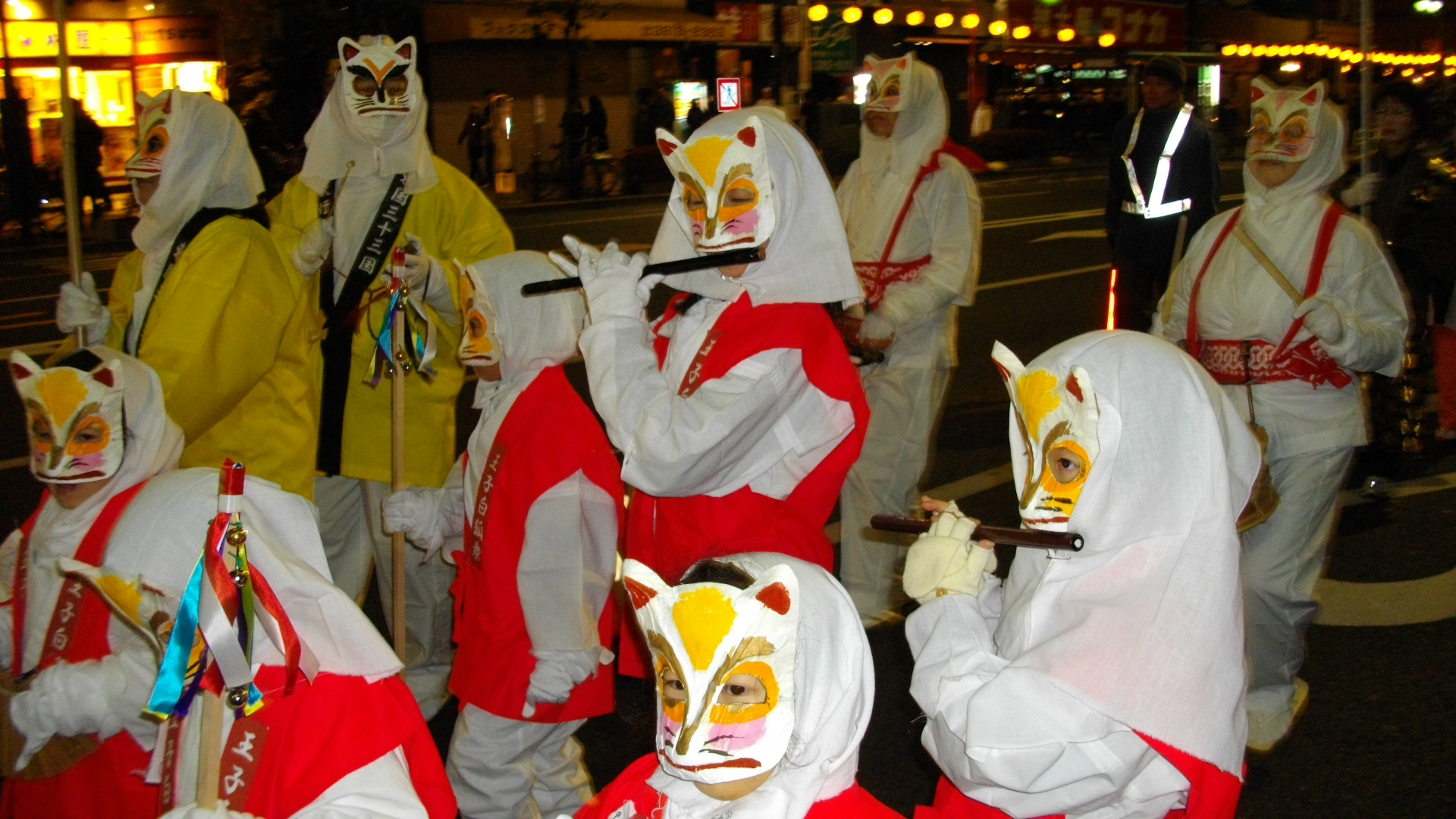
Hóa trang mặt nạ cáo ở Nhật Bản

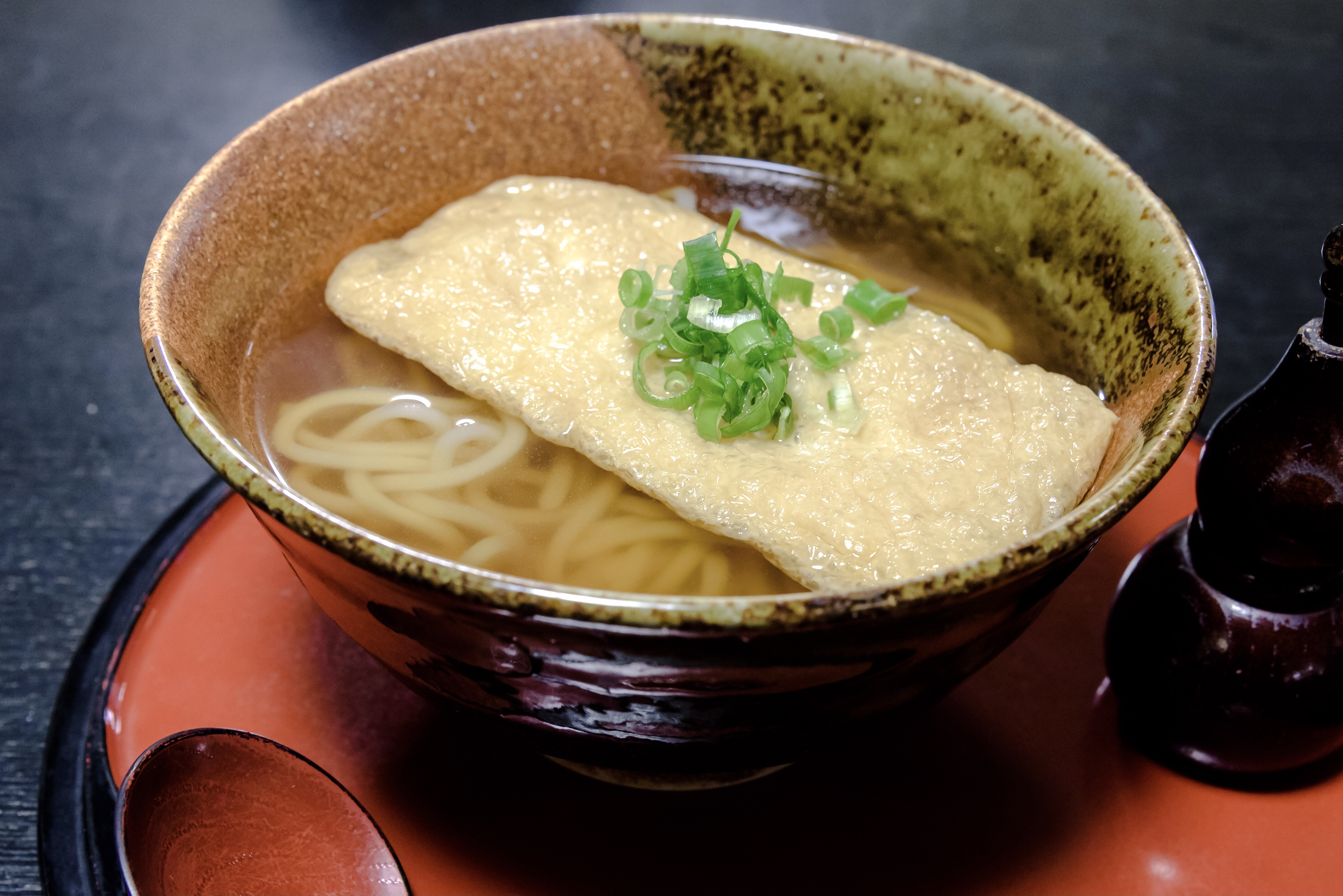
Món ăn cúng cáo trắng

Con cáo (Kitsune-狐きつね) giữ một vai trò quan trọng trong văn hóa dân gian Nhật Bản, gắn liền với vị thần Inari. Người Nhật gọi Hồ yêu là Kitsune, có bản tính thiện ác rạch ròi. Hồ ly ở Nhật là những sinh vật thông minh và có ma lực tăng dần theo độ tuổi và trí tuệ. Chúng được coi là thần linh và được nhân dân thờ phụng, nhưng vào thời Edo thì Yêu hồ là "loài vật phù thủy". Loài cáo được xem là sứ giả của thần Inari, nhiều truyền thuyết còn cho rằng thần Inari bản chất là một con cáo. Trong văn hóa dân gian, cáo thường được miêu tả là một loài vật sống lâu, thông minh nên loài cáo đã trở thành một biểu tượng xuất hiện trong nghệ thuật ukiyo-e.
Trong truyền thuyết Nhật Bản, người ta tin rằng con cáo có thể biến thành hình dạng con người, và vì thế chúng rất thông linh và có phép thần thông. Những cô gái xinh đẹp được cho là hóa thân của những con cáo. Theo quan niệm của người Nhật, cáo là loài vật thiêng ẩn có sức mạnh to lớn và khả năng trấn áp tà ma. Theo truyền thuyết, các vị thần thường sẽ chọn ra một con vật làm đại diện cho mình và linh vật của thần Inari chính là một con cáo trắng, cáo trắng được cho là sứ giả của thần và là linh vật bảo vệ con người, chống lại linh hồn ma quỷ, kitsune có thể lắng nghe tâm tư nguyện vọng của con người rồi sau đó sẽ trình tấu lại với thần Inari.
Lễ hội ở Nhật Bản thường thấy có một gian hàng bán chiếc Mặt nạ cáo（Kitsune no men-狐の面) với đôi mắt viền đỏ xếch lên và nụ cười bí hiểm, không thể biết được nhân cách nào đang ở phía sau. Ban đầu nó được sử dụng trong các điệu nhảy nghi lễ Shinto hay trong các vở kịch trên sân khấu, nhưng ngày nay, mặt nạ này được coi là vật trang trí để cầu mong cho sự thịnh vượng, mặt nạ Kitsune vẫn được sử dụng trong một số nghi thức, đặc biệt là vào đêm giao thừa. Có nhiều loại mặt nạ như Hahakitsune (Cáo mẹ), Gin-Tenko (Cáo bạc), Kinko (Cáo vàng), Hakuko (Cáo trắng), Tenko (Thiên hồ), Ryuko (Cáo rồng), cáo Samurai, Jiko (Cáo lớn).
Đám cưới của loài cáo (Kitsune no yomeiri) đã trở thành một phần của văn hóa dân gian, một trong những huyền thoại bí ẩn và lãng mạn ở Nhật. Mô tả về Kitsune no yomeiri xuất phát từ cuốn sách Echigo Naruse xuất bản trong thời Horeki. Giai thoại về kitsune no yomeiri thường gắn liền với những câu chuyện về ma thuật và sự mê hoặc của loài cáo. Người ta tin rằng khi phụ nữ tham gia vào vai "cô dâu cáo" trong ngày cưới này sẽ may mắn gặp được đối tượng lý tưởng và sẽ có nhiều phúc lành nếu tổ chức hôn lễ trong cùng một đền thờ nơi diễn ra lễ hội. Những địa điểm linh thiêng Thần Đạo thường có một cổng torii màu đỏ và là nơi có thể bắt gặp những bức tượng đá hình cáo Inari mặc áo yếm đỏ, bảo vệ đền thờ. Đậu phụ chiên giòn (aburaage) được xem là món ăn ưa thích của những con cáo.